# Première personne du singulier
Première personne du singulier (一人称単数, Ichininshō Tansū) est un recueil de nouvelles de l'écrivain japonais Haruki Murakami. Comme son titre l'indique, les huit histoires du livre sont racontées  à la première personne du singulier. Ces nouvelles ont été traduites du japonais par Hélène Morita et publiées aux éditions Belfond  en 2022.

## Contenu
| Titre en français                     | Titre en japonais                          | Titre en romaji             |
| ------------------------------------- | ------------------------------------------ | --------------------------- |
| Sur un oreiller de pierre             | 石のまくらに                               | Ishi no Makura ni           |
| La crème de la crème                  | クリーム                                   | Kurīmu                      |
| Charlie Parker plays bossa-nova       | チャーリー・パーカー・プレイズ・ボサノヴァ | Chārī Pākā Pureizu Bosanova |
| With the Beatles                      | ウィズ・ザ・ビートルズ                     | Wizu za Bītoruzu            |
| Recueil de poèmes des Yakult Swallows | ヤクルト・スワローズ詩集                   | Yakuruto Suwarōzu Shishū    |
| Carnaval                              | 謝肉祭                                     | Shanikusai                  |
| La confession du singe du Shinagawa   | 品川猿の告白                               | Shinagawa Saru no Kokuhaku  |
| Première personne du singulier        | 一人称単数                                 | Ichininshō Tansū            |